# Osman Göçen
Osman Göçen (ur. 5 stycznia 1997) – turecki zapaśnik walczący w stylu wolnym. Olimpijczyk z Tokio 2020, gdzie zajął dziewiąte miejsce w kategorii 86 kg. Zajął jedenaste miejsce na mistrzostwach świata w 2023 roku. 
Brązowy medalista mistrzostw Europy w 2022, 2024 i 2025, a także igrzysk solidarności islamskiej w 2021. Trzeci w indywidualnym Pucharze Świata w 2020. Triumfator akademickich MŚ w 2018. 
Trzeci na MŚ U-23 w 2019 i drugi wśród juniorów w 2016. Trzeci na ME juniorów w 2017 roku.